# هلزبرگ دایموندز
هلزبرگ دایموندز (انگلیسی: Helzberg Diamonds) شرکت کالای لوکس و جواهرات آمریکایی است، که در سال ۱۹۱۵ توسط موریس هلزبرگ تأسیس شد.